# Espagnolette
Espagnolette is een Frans woord voor een ornament dat door de schilderijen van Claude Gillot en zijn navolgeling Jean Antoine Watteau populair werd in de 17e en 18e eeuw. Het bestaat uit een vrouwenhoofd met eronder een soms stijve kanten kraag, die destijds door Spaanse vrouwen werd gedragen ('Spaanse kraag'). Dergelijke ornamenten werden vaak toegepast bij meubelstukken, met name bij de Régence-schrijftafels en -ladekasten van Charles Cressent.